# Patrick Hürlimann
Patrick Hürlimann (ur. 9 lipca 1963 w Zug) – szwajcarski curler, złoty medalista olimpijski z Nagano 1998.
Hürlimann na arenie międzynarodowej jako zawodnik wystąpił jedenastokrotnie, pierwszy raz pojawił się na Mistrzostwach Europy 1985. W tym turnieju jak i późniejszych MŚ Szwajcarzy zajęli 5. miejsce.
W 1989 pełnił funkcję kapitana na Mistrzostwach Świata. Zespół z Lozanny zakwalifikował się do fazy play-off, w półfinale pokonał 4:2 Norwegów (Eigil Ramsfjell). W finale wynikiem 4:5 lepsi okazali się Kanadyjczycy (Pat Ryan). Patrick kolejny raz zagrał w zawodach tej rangi siedem lat później – w Mistrzostwach Świata 1996 zwyciężając 9:6 nad Norwegią (Eigil Ramsfjell) zdobył brązowe medale.
W pierwszym w historii sezonie olimpijskim brał udział w ME. Szwajcarska ekipa zajęła 5. miejsce dochodząc do ćwierćfinałów, gdzie przegrała na rzecz Duńczyków (Ulrik Schmidt). Hürlimann był kapitanem reprezentacji kraju na Zimowych Igrzyskach Olimpijskich 1998. Z bilansem 5 wygranych i 2 przegranych meczów awansował z fazy grupowej. W półfinale Szwajcarzy wygrali 8:7 przeciwko Norwegii (Ramsfjell) – przeciwnicy w 9. endzie wygrali za trzy kamienie i doprowadzili do remisu, w ostatniej partii meczu Hürlimann wygrał za jeden punkt. W finale europejczycy zmierzyli się z Kanadą (Mike Harris). Po wyzerowaniu przez Kanadyjczyków pierwszego endu kolejną partię przejęła ekipa z Lozanny. Największe znaczenie w spotkaniu miały przejęte odpowiednio za 2 i 3 kamienie endy 5. i 6. Wynikiem 9:3 po złote medale olimpijskie sięgnęli Szwajcarzy. W Round Robin spotkanie tych zespołów 9:2 wygrała reprezentacja klonowego liścia, w spotkaniu finałowym procentowa skuteczność Harrisa wyniosła jedynie 25% przy 78% Hürlimanna.
W późniejszych zawodach Patrick Hürlimann tylko raz stanął na podium. Zdobył brązowy medal MŚ 1999. Pod koniec tego samego roku przegrał w małym finale ME przeciwko Finom (Markku Uusipaavalniemi).
Po Mistrzostwach Świata 2002, gdzie został sklasyfikowany na 5. pozycji Hürlimann ogłosił zakończenie kariery sportowej. W MŚ 2008 wsparł ekipę Claudio Pescii z St. Galler Bär Curling Club. Szwajcarzy zostali sklasyfikowani na przedostatnim, 11. miejscu, co było najgorszym rezultatem w historii szwajcarskiego curlingu.
Hürlimann pełnił również funkcję trenera męskiej reprezentacji na MŚ 2003, 2006, ME 2005 i ZIO 2006. W MŚ 2003 ekipa Ralpha Stöckliego uplasowała się na 2. miejscu, w pozostałych turniejach zespoły zajmowały 4. i 5. pozycje.
W 2010 Hürlimann pełnił funkcję wiceprezydenta Światowej Federacji Curlingu. Wcześniej był przewodniczącym komitetu marketingu i komunikacji, rozwinął system punktacji w międzynarodowym rankingu WCF.

## Drużyna
|           | Czwarty           | Trzeci            | Drugi            | Otwierający     |
| --------- | ----------------- | ----------------- | ---------------- | --------------- |
| 2007/2008 | Claudio Pescia    | Patrick Hürlimann | Pascal Sieber    | Marco Battilana |
| 1998/2002 | Patrick Hürlimann | Dominic Andres    | Martin Romang    | Diego Perren    |
| 1997/1998 | Patrick Hürlimann | Patrik Lörtscher  | Daniel Müller    | Diego Perren    |
| 1995/1996 | Patrick Hürlimann | Patrik Lörtscher  | Daniel Gutknecht | Diego Perren    |
| 1988/1989 | Patrick Hürlimann | Andreas Hänni     | Patrik Lörtscher | Mario Gross     |
| 1985/1986 | Jürg Tanner       | Patrick Hürlimann | Patrik Lörtscher | Mario Gross     |

## Życiorys
- Patrick Hürlimann w bazie Światowej Federacji Curlingu (ang.)